# Mundo Maya Airport
Mundo Maya Airport är en flygplats i Guatemala.   Den ligger i kommunen Municipio de Flores och departementet Petén, i den norra delen av landet, 260 km norr om huvudstaden Guatemala City. Mundo Maya Airport ligger 130 meter över havet. Den ligger vid sjön Lake Petén Itzá.
Terrängen runt Mundo Maya Airport är huvudsakligen platt, men åt nordväst är den kuperad. Runt Mundo Maya Airport är det glesbefolkat, med 17 invånare per kvadratkilometer. Närmaste större samhälle är Flores, 3,6 km väster om Mundo Maya Airport. I omgivningarna runt Mundo Maya Airport växer huvudsakligen savannskog.